# Attaque du convoi de chariots de Warren

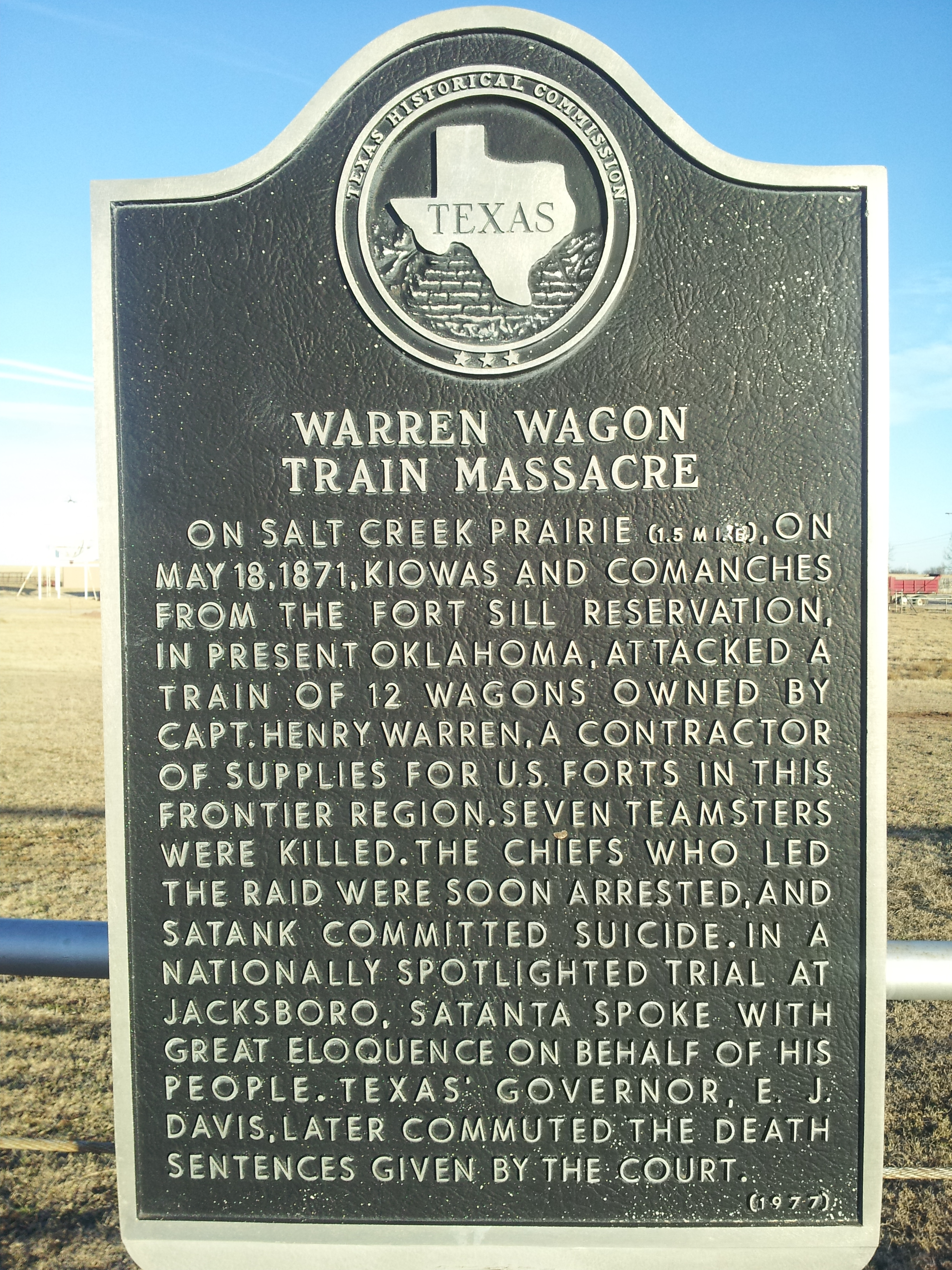
Plaque commémorative.

Guerres indiennes
L'attaque du convoi de chariots de Warren, également connue sous le nom de massacre de Salt Creek, est un raid mené par une centaine de cavaliers kiowas et comanches dans le nord du Texas le 18 mai 1871 sur un convoi d'une dizaine de chariots de la firme Warren et Duposes transportant des marchandises pour le fort Griffin. 7 hommes furent tués durant l'attaque et 5 autres blessés mais ces derniers parvinrent à s'enfuir.
Les chefs Satanta, Satank et Big Tree ayant participé à l'attaque ont plus tard été arrêtés au fort Sill puis emmenés au fort Richardson pour ensuite être jugés par des tribunaux civils. Sur la route les conduisant à Jacksboro, Satank tenta de s'évader et fut abattu. Dans ce qui constitue le premier jugement d'Amérindiens dans des tribunaux civils, Satanta et Big Tree furent reconnus coupables et condamnés à être pendus. Des soutiens venant de Washington convainquirent le gouverneur Edmund J. Davis de commuer leur peine en de la prison à vie.